# Вишиванка DAY
Вишиванка DAY — елемент свята День вишиванки, використання нагоди для промоції комерційних стилізацій під народну вишиванку. Вперше Вишиванка DAY відбувся 15 травня 2019 року на Поштовій площі м. Києва під егідою газети «Сегодня», телеканалу «Україна» та львівської дизайнерки Юлії Магдич за участю відомих особистостей шоу-бізнесу та політиків. Дівчата-моделі дефілювали по «червоній доріжці», демонструючи вишивані строї.
У 2020 році показ моделей вишиванок через пандемію проходив онлайн в ефірі каналу «Україна 24». Українські ВІП-персони в ефірі каналу «Україна 24» розповіли, що для них означає це свято. Колажистка Дар'я Коваль зробила серію колажів, у яких поєднала фотографії відомих особистостей з елементами оригінальні орнаменти вишивки від відомих вітчизняних дизайнерів — Оксани Караванської, Юлії Магдич, Оксани Полонець, Роксолани Богуцької та бренду «ETNODIM»
У 2021 на червоній доріжці з'явилися: Володимир і Христина Остапчук, Тарас Цимбалюк, Аліна Гросу, Діма Коляденко, Євген Клопотенко, Тарас Тополя, Alyosha, Олексій Тритенко, Слава Красовська, Людмила Ардельян, Наталя Денисенко, Амадор Лопес, Катерина Бужинська, Наталя Васько, Анастасія Приходько, Євген Янович, Поліна Ткач і багато інших. Українські дизайнери вважають, що українська вишиванка з різноманітністю орнаментів, візерунків і квітів може вдало поєднуватися з такими аксесуарами, як джинси, кеди і всілякі торбинки. На святковому показі зірки демонстрували як трендові дизайнерські моделі традиційного одягу, так і справжні сімейні реліквії, які передаються від покоління до покоління.